# ميهالي كورهوت
ميهالي كورهوت (مجرية: Mihály Korhut؛ مواليد 1 ديسمبر 1988 في دبرتسن) هو لاعب كرة قدم مجري يجيد اللعب كظهير أيسر مع نادي دبرتسني ومنتخب المجر. تم استدعاءه للمشاركة في بطولة أمم أوروبا لكرة القدم 2016.

## روابط خارجية
- ميهالي كورهوت على موقع الاتحاد الأوربي (الإنجليزية)
- ميهالي كورهوت على موقع قاعدة بيانات كرة القدم.إي يو (الإنجليزية)
- ميهالي كورهوت على موقع ناشيونال فوتبول تيمز (الإنجليزية)
- ميهالي كورهوت على موقع Soccerway.com (الإنجليزية)
- ميهالي كورهوت على موقع عالم كرة القدم.نت (الإنجليزية)
- ميهالي كورهوت على موقع AS.com (الإسبانية)